# هارولد لوكوود
هارولد لوكوود (بالإنجليزية: Harold Lockwood)‏ هو ممثل أمريكي، ولد في 12 أبريل 1887 بنيوآرك في الولايات المتحدة، وتوفي في 19 أكتوبر 1918 بنيويورك في الولايات المتحدة بسبب الإنفلونزا الأسبانية وإنفلونزا.

## معرض صور

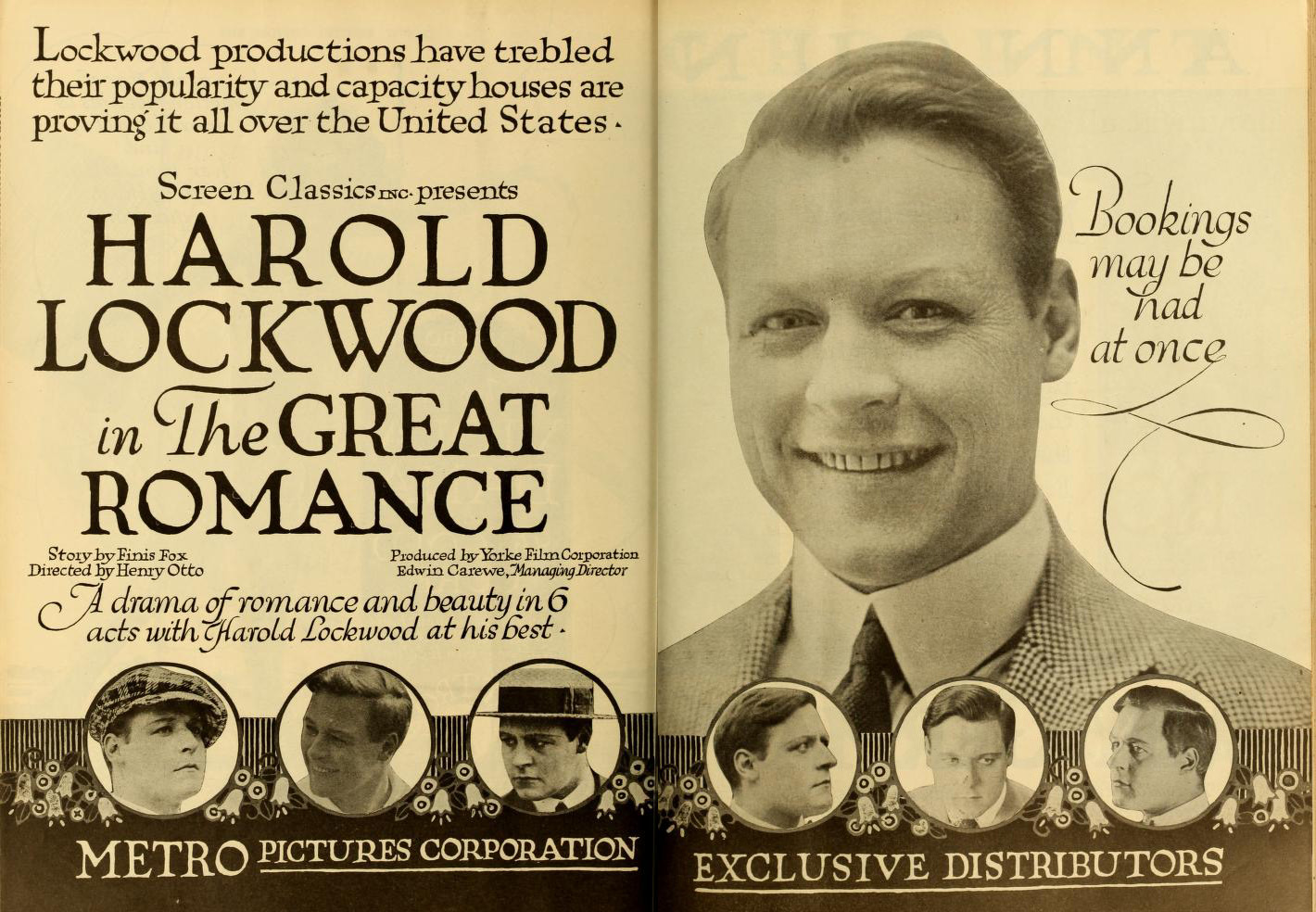
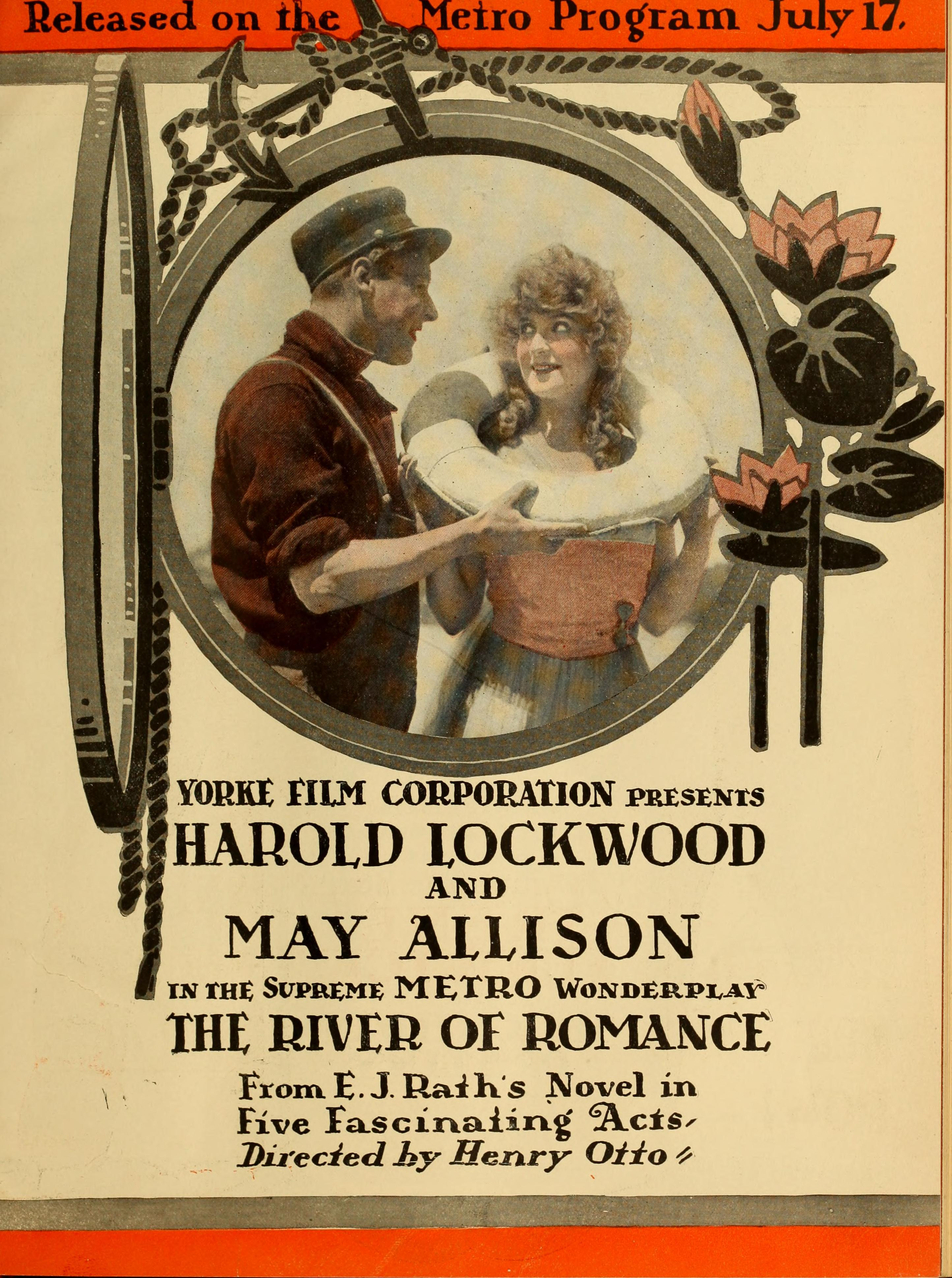
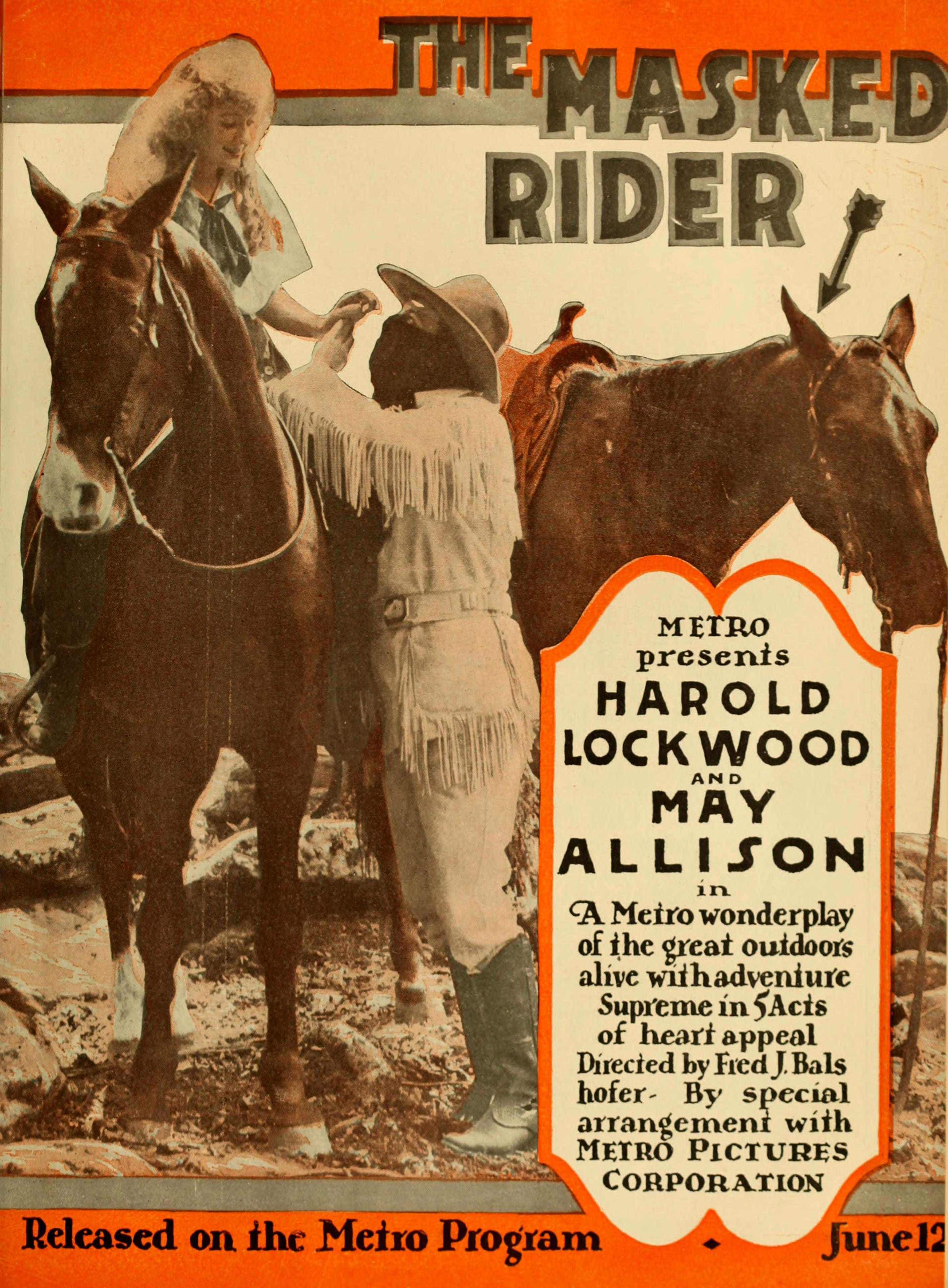

## وصلات خارجية
- هارولد لوكوود على موقع IMDb (الإنجليزية)
- هارولد لوكوود على موقع أول موفي (الإنجليزية)
- هارولد لوكوود على موقع قاعدة بيانات الأفلام السويدية (السويدية)
- هارولد لوكوود على موقع قاعدة بيانات الفيلم (الإنجليزية)